# 2014 en chimie
Cet article présente les faits marquants de l'année 2014 en chimie.

## Évènements
- Le 2 juin 2014 : Le premier congrès européen sur l'analyse de la dispersion de Taylor a lieu à l'Université Montpellier-II[1].
- 2014 est déclarée Année internationale de la cristallographie par l’Assemblée générale des Nations unies[2].
- 46e Olympiades Internationales de Chimie, organisées à Hanoï au Viêt Nam du 21 juillet au 29 juillet[3].

## Prix
- Prix Nobel de chimie : Eric Betzig, Stefan Hell et William Moerner pour le développement de la microscopie à fluorescence à très haute résolution[4],[5].
- Prix Wolf de chimie : Chi-Huey Wong « pour ses nombreuses et originales contributions au développement de méthodes innovantes pour la synthèse programmable et appliquée de complexes oligosaccharides et protéines de glycol »[6].
- Prix Procter & Gamble : Kenneth B. Eisenthal[7]
- Prix Anselme-Payen : Thomas Rosenau[8]
- Médaille Garvan-Olin : Marsha L. Lester[9]
- Prix Ernest-Guenther : Dennis P. Curran[10]
- ACS Award in Pure Chemistry : Sara E. Skrabalak[11]
- Arthur C. Cope Award : Stuart L. Schreiber[12]
- Prix Irving-Langmuir : Mark A. Johnson[13]
- Médaille Priestley : Stephen J. Lippard[14],[15],[16]
- Médaille Davy : Clare Grey Pour de nouvelles applications pionnières de la résonance magnétique nucléaire à l'état solide sur des matériaux présentant un intérêt pour l'énergie et l'environnement[17],[18].
- Prix Alfred-Bader : Robert A. Batey[19]
- Grand prix Pierre-Süe : Michel Ephritikhine et Claude Mirodatos[20]
- Grand prix Achille-Le-Bel : Max Malacria[21]
- Faraday Lectureship : Michel Che[22]
- Médaille William-H.-Nichols : Amos B. Smith, III[23]

## Décès
- 18 juin[24] : Stephanie Kwolek (née en 1923), chimiste américaine inventrice du kevlar[25].